# Parafia Narodzenia Najświętszej Maryi Panny w Wielkiej Klonii
Parafia Narodzenia Najświętszej Maryi Panny w Wielkiej Klonii – parafia rzymskokatolicka, znajdująca się w diecezji pelplińskiej, w dekanacie Kamień Krajeński.